# Хабня
Хабня — река в России, протекает в Рузском городском округе Московской области. Правый приток реки Озерны.

## География
Река Хабня берёт начало в густых смешанных лесах на границе Волоколамского района и Рузского городского округа. Течёт на восток по глубокой живописной долине. По берегам реки расположены деревни Притыкино и Пупки. Устье реки находится в 46 км по правому берегу реки Озерны, неподалёку от села Покровское. Длина реки составляет 11 км.

## Данные водного реестра
По данным государственного водного реестра России относится к Окскому бассейновому округу, водохозяйственный участок реки — Озерна от истока до Озернинского гидроузла, речной подбассейн реки — бассейны притоков Оки до впадения Мокши. Речной бассейн реки — Ока.
По данным геоинформационной системы водохозяйственного районирования территории РФ, подготовленной Федеральным агентством водных ресурсов:
- Код водного объекта в государственном водном реестре — 09010101212110000023354
- Код по гидрологической изученности (ГИ) — 110002335
- Код бассейна — 09.01.01.012
- Номер тома по ГИ — 10
- Выпуск по ГИ — 0